# Hundertwasser Regentag
Hundertwasser Regentag är en 45 minuter lång västtysk dokumentärfilm från 1972 av filmaren Peter Schamoni. I detta färgfilmsporträtt av den österrikiske bildkonstnären Friedensreich Hundertwasser vävs liv och verk samman till en enhet så som det såg ut vid denna tid då han var omkring 40 år.

## Produktion
Hundertwasser Regentag spelades in åren 1969–1971. Inspelningsplatserna skiftade mellan våningen i hemstaden Wien, skogsstugan vid källflödet Kleine Kamp i Nedre Österrike, kroatiska Rovinj och Venedig med omnejd. Hundertwassers kommentarer bandades till bilderna. Dokumentärfoton monterades här och var in i vissa målningar och visade såväl de måleriska motiven som deras autentiska förlagor, små trickfoton gjorda av Peter Rosenwanger. I filmen hörs målarkollegan från Wien Arik Brauer sjunga ett par av sina visor, Glaub nicht an das Winkelmaß und wohn in einem runden Haus ["Tro ej på vinkelhaken utan bo i ett runt hus"] och Wie a Hund ["Som en hund"]. En meditativ, japansk zenmusik av Shiniki Yuitse på koto, från Tony Scotts tidiga inspelning av Music for Zen Meditation and Other Joys (1964) återkommer annars genom hela filmen. Filmen släpptes dels i en lång version och dels i en kortare som bara var 22 minuter. Distributionsbolaget gjorde den korta versionen till förfilm åt bildkonstnären Niki de Saint Phalles och filmaren Peter Whiteheads långfilm Daddy (1973).

## NamnetRegentag

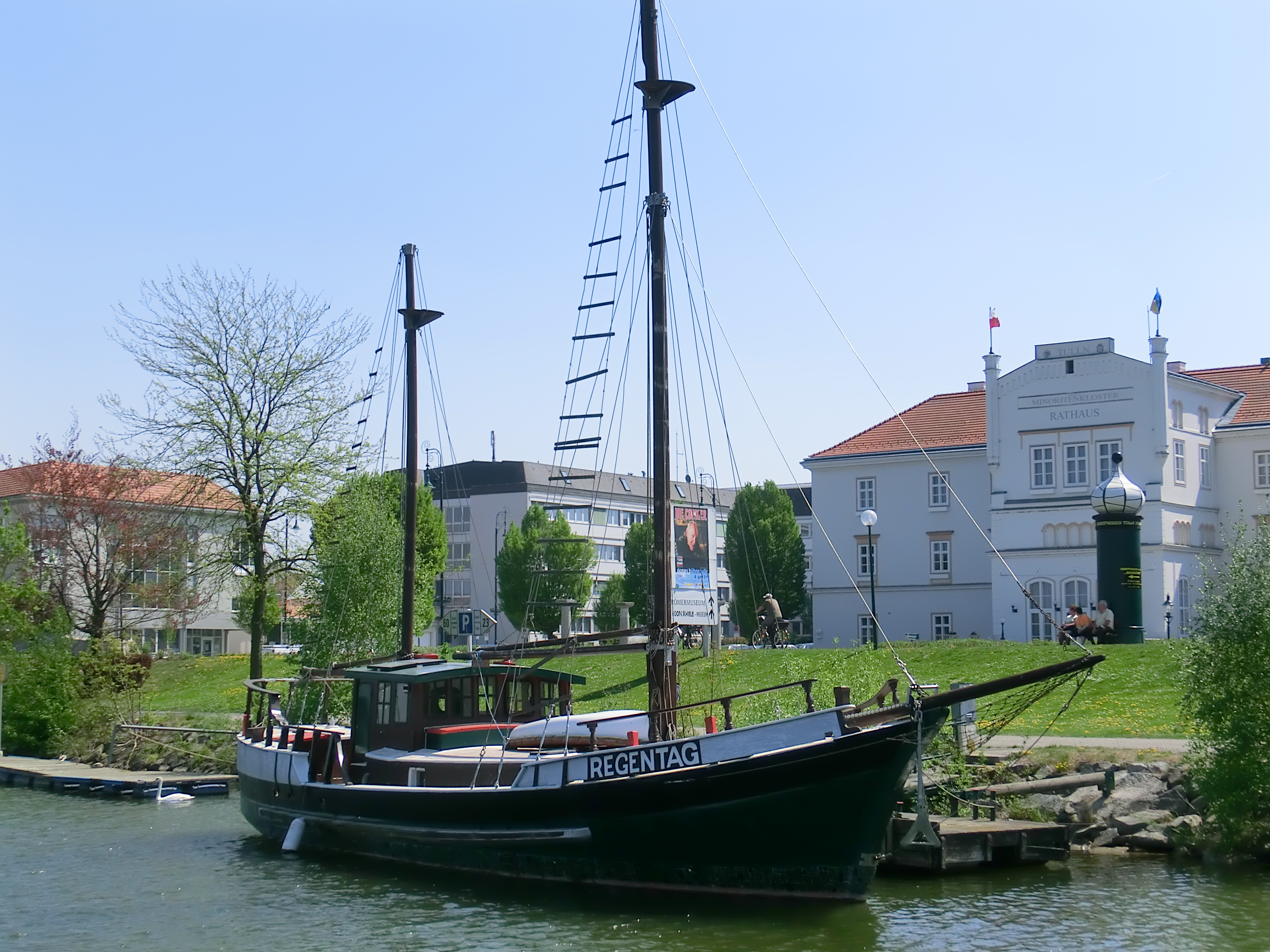
Hundertwassers 15 meter långa tvåmastare Regentag för ankar i österrikiska Tulln an der Donau, där hon legat sedan 2004 i anslutning till stadens moderna konstmuseum. På land i bakgrunden syns ett lökkupoltorn, typiskt för Hundertwasser.

Regentag är det nya namn som Hundertwasser ger ett gammalt sicilianskt-tunisiskt fraktfartyg, San Giuseppe T, vilket han har förvärvat i Palermo 1967 och seglat med under kapten Mimmo upp till Venedigs laguner samma år. I filmen renoveras bland annat detta skepp i en varvsdocka. När namnet kommer på tal spånar konstnären. “Regn – droppar – tårar – vatten till havs – vatten i floderna – vatten i sjöarna – vatten som faller från himlen och vatten som faller från ögonen.” Han berättar också följande. “Under en regndag (ty.: Regentag) börjar färgerna lysa och därför är en mulen dag – en regndag – den vackraste dagen för mig. Det är en dag då jag kan arbeta. När det regnar är jag lycklig. Och när det regnar vet jag att min dag börjar!”
Regentag är också det originella namn som den poetiskt sinnade bildkonstnären skulle ge sig själv lite längre fram som mellannamn. Om någon, hade han med rätta kunnat kallas pluviofil, en älskare av regn.

## Handling
I filmen får man följa konstnärens olika förehavanden, tillsammans med hans tankar kring konst och liv. Den börjar med att Hundertwasser ligger på ett isflak i närheten av sin skogsstuga i österrikiska Waldviertel. Smältvattnet rinner fram under isflaket och konstnären förklarar att han dras till vatten. För tre år sedan köpte han ett fartyg som han har döpt till Regentag och som han vill dra ut på vattnet med.
Hundertwasser summerar sin väg som bildkonstnär. Till en början ville ingen ha hans målningar, inte ens om han gav bort dem, men sedan fick han lite betalt för sina arbeten. Efterfrågan ökade och därmed också priset på hans verk utan hans inverkan. Då efterfrågan med tiden översteg hans produktion - runt 700 bilder uppskattar han sitt samlade ouvre till än så länge – övergick han till att göra grafiska arbeten i allt större upplagor.
Konstnärens förhållande till arkitektur presenteras, eftersom han redan 1958 författade ett kontroversiellt manifest i ämnet, det så kallade Mögelbildningsmanifestet, men ännu inte haft någon möjlighet att ägna sig åt några byggnadsprojekt. För honom har människan tre hudskikt, förklarar han: den egna huden, kläderna och arkitekturen. Inom arkitekturen vänder han sig mot det raka och rätvinkliga och skulle föredra om sådana byggnader täcktes över av organiskt växande material som mossa eller mögel. Då han inte kan omsätta sina arkitektoniska idéer i det kreativt återhållsamma Wien släpper han fram dem i sin bildkonst. Centrala motiv i hans verk är spiraler, vilka han ser som livets början, lökkupoltorn, staket och munnar. Hans bilder kommer till som i en dröm. Ofta kan han därför, efter slutförandet av en bild, inte längre erinra sig innebörden av motivet i sin helhet. Hundertwasser betonar färgens betydelse för sina verk och understryker att en mulen regndag är vad han gillar mest. Sådana dagar kan han arbeta och bara när det regnar framträder omgivningens färger. I solsken lägger vi enbart märke till kontrasterna i miljön, vilket gör att han föredrar nordiska målares färgmättade bilder - "Nolde, Schiele, Klee, Munch" - framför de kontrastrika men färgfattiga bilder som görs av målare söderifrån ("Picasso").
Hans relationer till andra blir också tydligt. Han har ett komplicerat förhållande till kvinnor – i filmen ses den tyska skådespelerskan Doris Kunstmann (f. 1944) vid hans sida – och beskriver sig själv som en svag människa. Han föredrar ensamhet framför ett samhälle som betraktar honom som excentrisk och revolutionär. Hans mor, som var den enda i sin släkt, släkten Greiss, vilken överlevde nationalsocialismens era, målar även hon. Han gillar hennes "primitiva" sätt att måla, för hon förmår uttrycka saker som han i egenskap av "intellektuell" inte längre lyckas med.
Henne underrättar han också om senaste nytt vad gäller skeppet Regentag. Efter flera reparationer och sedan det målats om kan skeppet sjösättas. Till havs finns inga gränser för Hundertwasser, utan bara horisonten. Den är för honom det enda att hålla sig till – resten måste läggas till på egen hand, så ock i hans konstverk, och framför allt där.

## Reaktioner

### Samtida pressröster
Hilde Spiel:
- Friedensreichs magiska pusselvärld i en färgfilm – det är detsamma som 45 minuters hopp och glömska. Friedensreich målar världen så som han vill ha den, när man nu inte ändrar den åt honom. Klara varma färger och en stillsamt flytande rytm, dvs en glittrigt färgskimrande ström av bilder (ty.: Bilderbogen) – nej, snarare en regnbåge (Regenbogen) en fridfull (friedensreichen) regndag (Regentag)[5].

Thom:
- Man ser målaren i hans naturliga miljö, hans naturliga yttre gestalt och vardagsbestyr. Man ser honom tillsammans med modern, en knotig gammal dam som i likhet med Grandma Moses skapar sitt eget färggranna lilla kosmos. Man ser honom tillsammans med flickor, med varvsarbetare och skeppare, med sin svarta katt och sin svarta hund. Bilden av en fri människa. Får han lust lägger han sig på de blänkande isflaken i närheten av sin stuga i Waldviertel och lyssnar på hur snövattnet kluckar intill. I sin jugendateljé i Wien högt över staden omger han sig med stora tomma rum. I trädgården till sitt venetianska palazzo sitter han och lapar sol. Avklädd på havsstranden målar han. Och med segel i grälla färger – strimmor av ljusrött, rödblått, turkosrött – lägger han sakta ut skeppet Regentag. Allt detta, det glidande skeppet sett genom skogsdungar på stranden, äger en riktigt fabelartad lockelse. Det är vackert, vackert i en lite ovanligare mening; man blir rörd och känner livsglädje på samma gång, en uppfylld dröm. En framgångssaga som verkligen har ägt rum. Peter Schamoni har återgivit den utan ironi, utan skam eller förutfattad mening[6].

### Utmärkelser

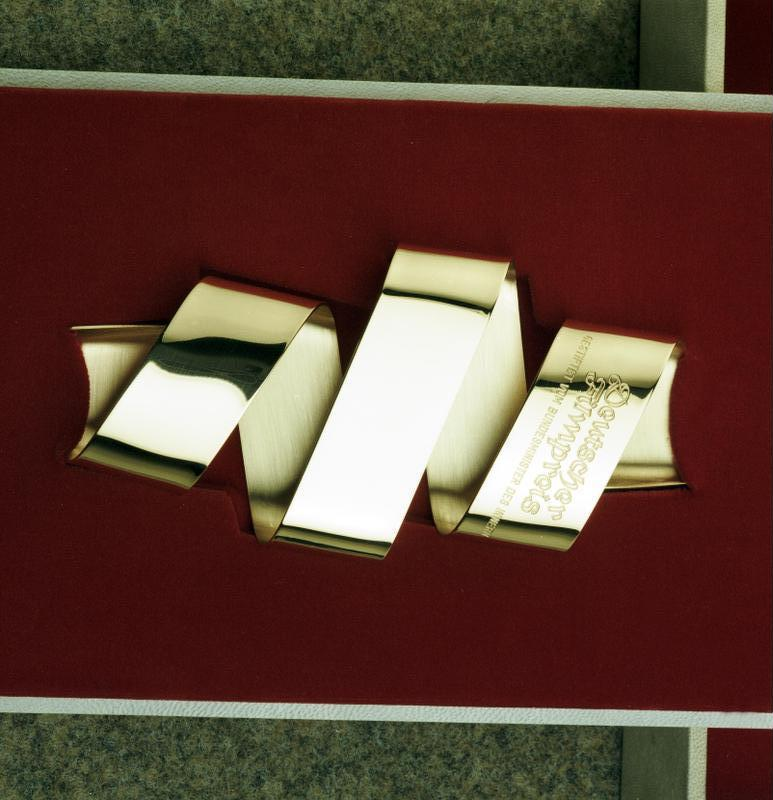
Det gyllene filmbandet

Filmen erhöll Deutscher Filmpreis 1972 för bästa dokumentär och regissören förärades samtidigt det i hemlandet högt ansedda Filmband in Gold, ett gyllene filmband. Filmen valdes också till Västtysklands officiella bidrag till Filmfestivalen i Cannes 1972. Samma år nominerades den till en Oscar i kategorin korta dokumentärer (best documentary, short).

## Filmvisning i Uelzen
I samband med guidade turer vid Uelzens järnvägsstation, som Hundertwasser gav en ny utformning runt millennieskiftet år 2000, brukar denna film av Peter Schamoni visas för grupper på Central Theater Uelzen, fem minuters väg från stationen (2010).